# Johannsenomyia filicornis
Johannsenomyia filicornis är en tvåvingeart som först beskrevs av Jean-Jacques Kieffer 1910.  Johannsenomyia filicornis ingår i släktet Johannsenomyia och familjen svidknott. Inga underarter finns listade i Catalogue of Life.